# Dasineura tamaricicola
Dasineura tamaricicola är en tvåvingeart som beskrevs av Fedotova 1983. Dasineura tamaricicola ingår i släktet Dasineura och familjen gallmyggor.
Artens utbredningsområde är Kazakstan. Inga underarter finns listade i Catalogue of Life.